# دیوید همیلتون
دیوید همیلتون (انگلیسی: David Hamilton؛ ‏ ۱۵ آوریل ۱۹۳۳ – ۲۵ نوامبر ۲۰۱۶) کارگردان و عکاس اهل بریتانیا بود که بیشتر به خاطر عکاسی از زنان و دختران جوان - عمدتاً برهنه - شناخته می‌شود. تصاویر همیلتون به بخشی از بحث داغ «هنر یا پورنوگرافی؟» تبدیل شد.

## زندگی‌نامه مختصر
همیلتون در سال ۱۹۳۳ متولد شد و در لندن بزرگ شد. دوران مدرسه او به دلیل آغاز جنگ جهانی دوم با وقفه همراه شد. او به عنوان یک پناهنده جنگ‌زده، مدتی را در حومه دورست گذراند که الهام‌بخش برخی از آثار او بود. پس از جنگ، همیلتون به لندن بازگشت و تحصیلات خود را به پایان رساند.
مهارت‌های هنری او در جریان شغلی در یک دفتر معماری خودنمایی کرد. در سن ۲۰ سالگی، او به پاریس رفت و در آنجا به عنوان طراح گرافیک برای پیتر ناپ از مجله ال کار کرد. پس از شناخته شدن و موفقیت، او به عنوان مدیر هنری از ال به مجله کوئین در لندن استخدام شد. همیلتون خیلی زود متوجه عشق خود به پاریس شد و پس از بازگشت به آنجا، مدیر هنری پرنتان، بزرگ‌ترین فروشگاه شهر، شد. در حالی که همیلتون هنوز در پرنتان مشغول به کار بود، شروع به عکاسی تجاری کرد و سبک خیال‌انگیز و دانه‌دار تصاویر او، موفقیت را برایش به ارمغان آورد.

## اتهامات تعرض جنسی
در تاریخ ۲۲ اکتبر ۲۰۱۶، تیری آردیسون، مجری برنامه گفت‌وگوی تلویزیونی فرانسوی سلام زمینیان! که از شبکه تی‌ان‌تی سی۸ پخش می‌شود، نام دیوید همیلتون را به‌عنوان فردی مطرح کرد که با فلاوی فلامان، که اکنون مجری رادیویی در اِر.تِ.اِل. است، رابطه جنسی داشته است. به گفته فلامان، این اتفاقات در سال ۱۹۸۷ و زمانی که او تنها ۱۳ سال داشته، در منطقه کپ داگد، یکی از اقامتگاه‌های برهنه‌گرایان در شهرستان ارو در جنوب فرانسه رخ داده‌اند. او این موضوع را در رمان خود به نام «تسلی» (La Consolation)، که داستانی رمانتیک‌گونه و بر پایه تجربیات زندگی‌اش است، مطرح کرده است. پس از اینکه فلامان به‌طور عمومی هویت همیلتون را فاش کرد، کتابش باعث شد او به‌عنوان یک کودک‌آزار متجاوز جنسی معرفی شود. برادر فلامان برخی از ادعاهای مطرح‌شده در کتاب را زیر سؤال برد، اما تأیید کرد که در آن زمان فلاوی از رفتار نامناسب عکاس شکایت کرده بود، و همین باعث شد والدینش همکاری با همیلتون را قطع کنند.
در تاریخ ۱۷ نوامبر ۲۰۱۶، هفته‌نامه نوول اوبزرواتور گزارش‌هایی از سه مدل سابق منتشر کرد که به‌طور ناشناس ادعا کرده بودند همیلتون در زمانی که آن‌ها زیر سن قانونی بودند، با آن‌ها رابطه جنسی داشته است. پنج روز بعد، همیلتون بیانیه‌ای صادر کرد و تهدید به اقدام قانونی علیه اتهام‌زنندگان کرد. وقتی خبرگزاری فرانسه با او تماس گرفت، همیلتون اظهار داشت که بی‌گناه است و گفت: «من هیچ کار اشتباهی نکرده‌ام»، و تنها مدعی شد که حدود ۲۹ یا ۳۰ سال پیش پرتره‌ای از فلامان گرفته است. این پرتره روی جلد کتاب «تسلی» قرار گرفته است.

## مرگ
در شامگاه ۲۵ نوامبر ۲۰۱۶، خدمتکار همیلتون وارد آپارتمانش واقع در شماره ۴۱ بلوار مونپارناس در جنوب پاریس شد و او را مرده یافت؛ کیسه‌ای پلاستیکی بر روی سرش قرار داشت و داروهایی در نزدیکی‌اش دیده می‌شدند. کالبدشکافی علت مرگ را خفگی اعلام کرد. فرضیه اصلی در تحقیقات، خودکشی عنوان شده است.